# Дубинин, Антон Владимирович
Антон Владимирович Дубинин (род. 22 июля 1985) — российский хоккеист, нападающий.

## Биография
Воспитанник «Кристалла» Электросталь, детские тренеры — А. Б. Евдокимов и С. И. Сальников. В 2000 году перешёл в московскую «Русь», в 2002 — в ЦСКА. Cезон 2002/03 начал в команде первой лиги ЦСКА-2, затем перешёл в «Элемаш» из высшей лиги. Верувшись в ЦСКА, в сезоне 2003/04 сыграл 29 матчей в Суперлиге и 22 — за ЦСКА-2. Следующий сезон начал, выступая за ЦСКА-2 и СДЮШОР ЦСКА, затем провёл пять матчей за «Химик» Воскресенск, позже — один за ХК МВД и два — за ХК МВД—ТХК. Сезон 2005/06 провёл в пермском «Молоте-Прикамье», сыграв пять матчей. Выступал за команды низших лиг «Титан» Клин (2006/07 — 2007/08), «Капитан» Ступино (2007/08 — 2008/09), «Прогресс» Глазов (2009/10).
Играл в чемпионате и Кубке Казахстана за клубы «Сарыарка» Караганда (2010/11 — 2011/12), «Арыстан» Темиртау (2012/13 — 2014/15), «Кулагер» Петропавловск (2015/16), в Кубке Казахстана за «Алматы» (2016). В чемпионате Беларуси выступал за «Шахтёр» Солигорск (2014/15). Завершил карьеру в саранской «Мордовии» (2016/17 — 2017/18).
Старший брат Андрей также хоккеист.

## Достижения
- Бронзовый призёр юниорского чемпионата мира 2003.
- Лучший бомбардир чемпионата Казахстана (2010/11).
- Бронзовый призёр чемпионата Казахстана (2011/12).
- Чемпион Беларуси (2014/15).